# Lara Casas
Lara Casas, född den 22 juni 2004, är en argentinsk landhockeyspelare.

## Karriär
Lara Casas ingick i det argentinska lag som tog brons i landhockey vid OS 2024.